# NGC 2448
NGC 2448 ist ein offener Sternhaufen oder ein Asterismus im Sternbild Achterdeck des Schiffs am Südsternhimmel.
Das Objekt wurde am 7. Januar 1831 von John Herschel beobachtet und beschrieben und fand dadurch später Eingang in Dreyers NGC.